# Mihăiță Pleșan
Mihăiță Pleșan (Moldova Nouă, Rumanía, 19 de febrero de 1983) es un futbolista rumano. Juega de centrocampista y su equipo actual es el Steaua de Bucarest.

## Biografía
Mihăiță Pleșan, que juega de centrocampista ofensivo por la banda derecha o por el centro, empezó su carrera futbolística en la división sub-19 del Universitatea Craiova hasta que en 2001 pasa a formar parte de la primera plantilla del club. Debuta en la Liga I el 14 de abril en el partido  Universitatea Craiova 0-1 Astra Ploieşti.
En 2005 ficha por el Dinamo de Bucarest. Mihăiţă Pleşan ayuda al equipo a conquistar la Copa de Rumania. Con este club debutó en competiciones europeas (Copa de la UEFA).
A los pocos meses Pleşan se marcha a jugar al FCU Politehnica Timişoara, equipo que tuvo que realizar un desembolso económico de 800000 euros para poder hacerse con sus servicios.
El 6 de agosto de 2007 firma un contrato con su actual club, el Steaua de Bucarest, que pagó 1,5 millones de euros al Politehnica Timişoara. En su primera temporada ayuda al equipo a quedar segundo en la clasificación, por detrás del CFR Cluj.

## Selección nacional
Ha sido internacional con la Selección de fútbol de Rumania en 7 ocasiones. Su debut como internacional se produjo el 16 de noviembre de 2003 en el partido Italia 1-0 Rumania.

## Clubes
| Club                      | País    | Año       |
| ------------------------- | ------- | --------- |
| FC Universitatea Craiova  | Rumania | 2001-2005 |
| Dinamo de Bucarest        | Rumania | 2005      |
| FCU Politehnica Timişoara | Rumania | 2005-2007 |
| Steaua Bucarest           | Rumania | 2007-2010 |
| FC Volga Nizhny Novgorod  | Rusia   | 2010-     |

## Palmarés
- 1 Copa de Rumania (Dinamo de Bucarest, 2005)